# バイファ
株式会社バイファ（英文・BIPHA CORPORATION）は、かつて存在した日本の製薬会社。本社を北海道千歳市泉沢に置き、田辺三菱製薬グループの100%子会社であった。

## 概要
1996年（平成8年）11月、株式会社ミドリ十字（現・田辺三菱製薬）の100%子会社として、大阪府大阪市に設立された。社章には、そのイニシャルから「B」があしらわれていた。

## 事業内容
- 医薬品の研究開発及び製造・販売、その他

## 沿革
- 1996年（平成8年）
  - 11月1日 - ミドリ十字（現・田辺三菱製薬）の子会社として、大阪府大阪市に設立。資本金3億円。
  - 12月10日 - ミドリ十字と共同開発契約を締結。
- 1997年（平成9年）10月29日 - ミドリ十字と共同申請。
- 1998年（平成10年）
  - 4月6日 - 北海道千歳市の千歳臨空工業団地内に工場着工。
  - 8月1日 - 本社機能を現在地に移転。
- 1999年（平成11年）10月31日 - 「株式会社バイファ新設工事」が竣工。
- 2001年（平成13年） 
  - 2月28日 - ニプロ株式会社が資本参加。
  - 3月15日 - 資本金を39億円に増資。
  - 9月19日 - 資本金を75億円に増資。
- 2007年（平成19年）10月26日 - 医薬品製造業許可を受ける。
- 2009年（平成21年）3月24日 - 「メドウェイ注5%」の取下げ申出、及び「メドウェイ注5%」及び「メドウェイ注25%」を自主回収。
- 2012年（平成24年）9月5日 - ニプロとの合弁を解消。田辺三菱製薬が当社を完全子会社化。
- 2013年（平成25年）3月31日 - 資本金を1億円に減資する。

## 主要製品
- メドウェイ注

## 主要事業所
2017年（平成29年）9月30日終了時点
- 本社・工場
  - 〒066-0051 - 北海道千歳市泉沢1007-124